# Burnum
Burnum es un sitio arqueológico ubicado cerca de Kistanje, Croacia y una ciudad y campamento romano. Los restos incluyen un pretorio, los cimientos de varias salas, el anfiteatro y el acueducto.
Burnum también es llamado popularmente Iglesia Hueca (Šuplja Crkva) y es una de las muchas ruinas en los balcanes identificadas como la Ciudad de Trajano (Trojanov Grad) . Sólo se conservan dos de los cinco arcos originales (a finales del siglo XVIII Alberto Fortis menciona tres de ellos).

## Historia
El escritor romano Plinio escribió sobre Burnum como una "fortaleza distinguida en las guerras". La carta de Pagana del siglo XVI presentaba marcados rasgos de Burnum como una localidad antigua, pero no alcanzó interés arqueológico hasta el siglo XIX, cuando ocupó la atención de renombrados arqueólogos croatas, el padre Lujo Marun y el padre Frane Bulić . Las primeras excavaciones fueron realizadas por arqueólogos austriacos.
Burnum tiene su origen en el año 33 a. C., pero lo más probable es que se estableciera unas décadas después. Varias legiones romanas se ubicaron allí en sucesión, y la primera fue la Legio XX Valeria Victrix desde el comienzo de la Gran revuelta ilírica (Bellum Batonianum) en el 6-9 d. C. El motivo de su ubicación fue la necesidad de controlar el tráfico alrededor del río Krka . La construcción fue iniciada por el gobernador romano de Dalmacia Publio Cornelio Dolabeloa y continuada por el emperador Claudio.
El campamento adquirió su forma definitiva durante el reinado de Claudio alrededor del año 50 d. C. La Legio XI Claudia Pia Fidelis abandonó el campamento algún tiempo entre 42 y 67, probablemente entre 56 y 57. y fue sucedida por la Legio IIII Flavia Felix.
Según algunas fuentes, en este campamento se inició la rebelión de Lucio Arruncio Camilo Escriboniano contra el emperador Claudio del año 42. Después de que las últimas legiones romanas abandonaran el campamento, se convirtió en un asentamiento urbano.
El campamento fue completamente destruido cuando el emperador Justiniano intentó recuperarlo de los ostrogodos en el siglo VI.

## Anfiteatro

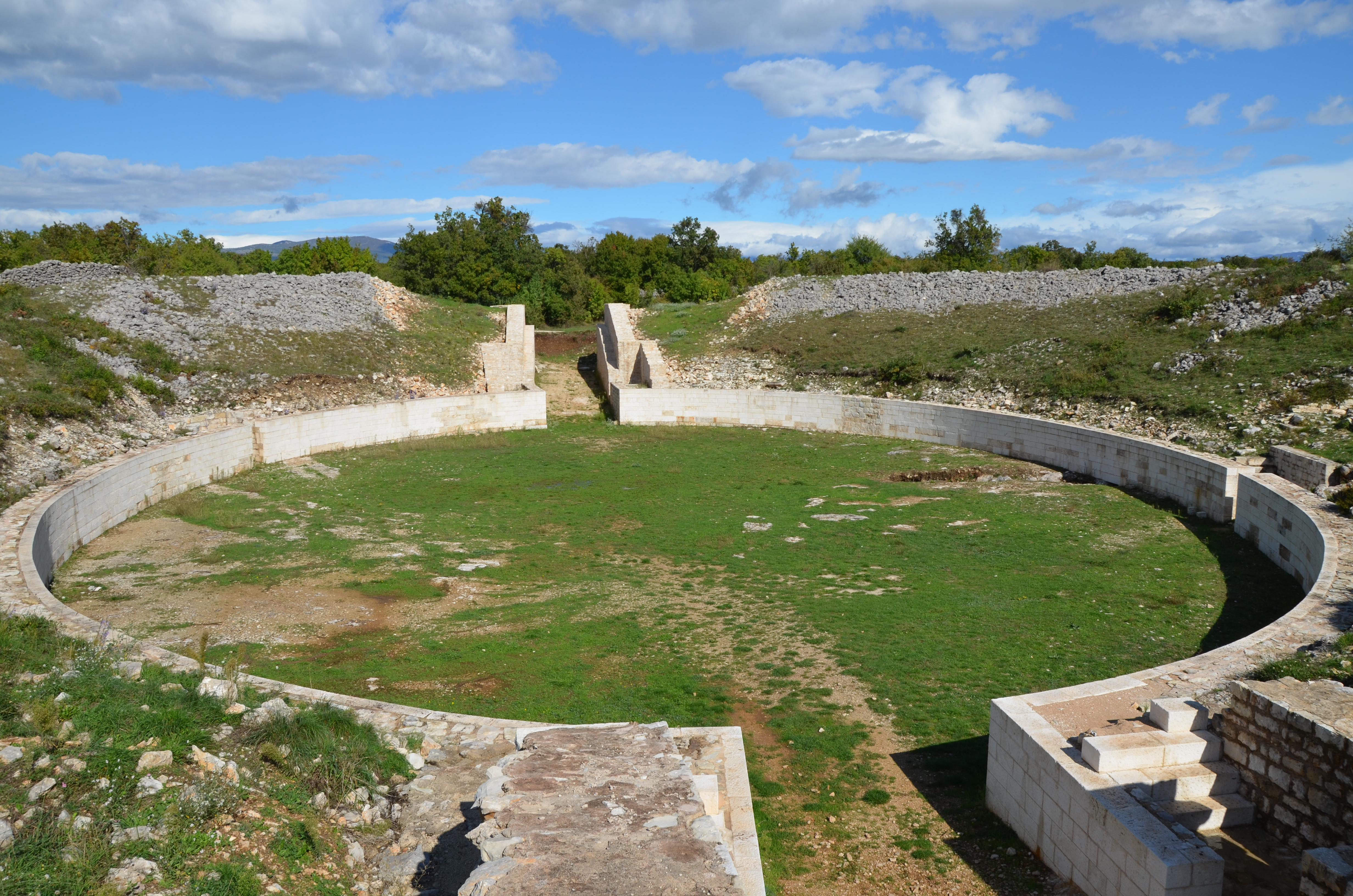
El anfiteatro de Burnum

Se estima que el anfiteatro militar de Burnum pudo albergar a 6.000 espectadores. Tenía cuatro entradas y utilizaba el terreno natural, siendo excavado en el lecho rocoso del karst por soldados de la Legio XI, pero luego fue transferido a uso civil. Las monedas encontradas allí permiten datar partes bajo el reinado del emperador Claudio. El anfiteatro finalmente se derrumbó por desuso y abandono.

## Acueducto
El Plavno Polje es un acueducto totalmente subterráneo, por lo que el agua se mantiene fresca en verano y no se congela en invierno. Tiene unos 32,6 kilómetros de largo. Hay unos 170 metros de desnivel entre la fuente y el pueblo. Fluía a 86 litros por segundo.
La ubicación solo está parcialmente investigada arqueológicamente. Un constructor liburniano prerromano no puede ser excluido por el momento de acuerdo con estudios previos.

### Leyendas
Hay dos viejas leyendas sobre la construcción de este acueducto. La primera historia es:
Dos hombres cortejaban a una mujer. Un hombre debe construir un pueblo, el otro hombre debe construir un acueducto a este pueblo. Y quien sería el primero, la recibiría como su esposa. Ambos lo hicieron a la vez, pero aquél, que había edificado el pueblo, juzgó que su pueblo aún no estaba terminado, y que el otro debía casarse con ella. Con la tierra que fue excavada en la construcción del acueducto, se construyó una colina y en la colina una aldea. El nombre de aquel, que construyó el acueducto, era Rade y también lo es el pueblo llamado Radučka glavica.
Otra vieja leyenda sobre este acueducto es:
Selemnus, un joven y hermoso pastor de aquellos lugares, era amado por Argyra, la Ninfa, de quien se llamó la ciudad y la fuente de ese nombre; pero habiendo pasado la flor de su edad, la Ninfa lo abandonó, por lo que él languideció, y Venus lo transformó en un río; después de esto todavía conservó su antigua pasión, y durante algún tiempo condujo sus aguas, a través de un pasaje subterráneo, a la fuente de Argyra. Y debido a que ambos se habían separado, pero esa historia nunca fue olvidada, los nombres permanecieron en la memoria en Argyra y Selemnos, cerca de Korinth y en Argyruntum y Zrmanja . Así quedó el acueducto en la memoria. El principal puerto de la armada de Liburnia desde el siglo V a. C. fue Corynthia en el cabo oriental de la isla de Krk .